# Zouk
Lo zouk nasce da una miscela di ritmi, musiche e stili africani, caraibici ed europei. Zouk in lingua creola significa festa, zouker, ballare.
Esplode come novità e diviene molto famoso nelle Antille Francesi, Guadalupa e Martinica, Parigi (Francia), Africa Occidentale, Paesi del Terzo Mondo di lingua francofona oltre a Mozambico, Angola, Capo Verde, diffondendosi anche nel Nord Europa. 
Lo Zouk ha ispirato diversi autori dell'America Latina e dei Caraibi, sia di lingua spagnola che di lingua inglese. Ha ricevuto influenze dal merengue della Repubblica Dominicana, dalla bomba di Porto Rico, dalla rumba di Cuba, dalla cadence di Haiti, dal reggae della Giamaica, dalla beguine delle Antille Francesi e, infine, dal calypso e soca di Trinidad e Tobago, da cui ha appreso l'uso dei fiati a completamento della sonorità dei brani.

## Storia
Lo Zouk è emerso nel 1982 ed è risultato molto familiare all'orecchio degli appassionati di ballo del Terzo Mondo, dei Caraibi e dell'America Latina, decretando rapidamente il suo successo. I leader di questa rivoluzione sono stati i Kassav'. Nel 1978 un cantautore, arrangiatore e chitarrista, Jacob Desvarieux, s'incontra con i fratelli Georges e Pierre-Edouard Decimus, con lo spirito di creare una musica originaria delle Antille che potesse raggiungere la stessa fama e lo stesso valore della Dance Music americana. Abituati a utilizzare i moderni studi di registrazione di Parigi hanno, quindi, sfruttato le moderne tecnologie audio e di programmazione degli strumenti musicali per creare dei brani originali. Desvarieux si afferma come produttore e arrangiatore di brani "disco" africani e francesi e i Kassav', con la loro musica, contemporaneamente ottengono una efficace e originale miscela di musica africana/antillese. Desvarieux, nelle righe che seguono, ci spiega da cosa è stato ispirato: 
È stato naturale che, questo stile misto di ritmi, sia nato in Guadalupa e Martinica con la loro ricca storia culturale miscela di Africa ed Europa. Lo Zouk ha dato onore musicale e fama alla musica delle Antille Francesi dominate dai ritmi di Haiti, il kompas (Compas) e la cadence, stimolando l'interesse per i tradizionali timbri e percussioni, il Ti Bois (piccolo cilindro di legno), il Gwo Ka (tamburo grosso) e il Tambour (tamburo). Il successo dei Kassav' ha ispirato parecchi autori di origine antillana e africana facendo esplodere il fenomeno Zouk nel giro di 10 anni. Negli studi di registrazione, gli artisti, aiutati dai più moderni sequencer, hanno creato molti brani musicali. Alcuni di questi musicisti sono arrivati nei primi posti della Hit Parade francese. Lo Zouk con i Kassav' in testa, ha avuto un successo enorme nei paesi africani di lingua francofona e ha ispirato nella metà degli anni ottanta il soukous dello Zaire/Congo e la makossa del Camerun. Diversi artisti africani hanno, inoltre, composto parecchie canzoni al ritmo dello Zouk. Negli anni ottanta-novanta c'erano due differenti stili nello Zouk fra le due isole delle Antille. In Martinica preferivano il più romantico e lento "Zouk Love", in Guadalupa amavano quello più duro, più veloce, lo "Zouk Beton" o "Chirè", in discoteca, comunque, si suonano tutti e due gli stili. Gli artisti più famosi, oltre ai Kassav', sono: Franky Vincent, Tany Saint Val, Jocelyne Labille (con il successo dell'estate 2003 Laisse Parler Les Gens), Princess Lovers (con il successo Tu Kiffes Ça), Malavoi, Patrick Saint Eloi, Ralph Tamar, Ronald Rubinel, Perle Lama, Joëlle Ursull (Miyel), Kaysha () e altri ancora. Merita una menzione particolare, il cantautore Gianni Miele, un grande artista napoletano che ha vissuto in Martinica e Guadalupa per diversi anni, componendo e cantando dei bellissimi brani di successo, in creolo, inglese e italiano, tanto che i suoi pezzi continuano ancora a essere ascoltati sia nelle discoteche dei Caraibi francesi sia in quelle specializzate in Zouk, in Italia. Diversi brani di Zouk e in particolare dei Kassav' sono stati arrangiati a merengue o lambada.

## Il ballo
Lo Zouk è un ballo di coppia. Gli Antillani lo Zouk Love lo ballano come il "Ballo del Mattone" di una volta, si abbraccia il/la partner e ci si muove con un movimento dell'anca più accentuato rispetto a un ballo lento. Gli africani lo ballano anche come un merengue lento. Lo Zouk Beton o Chirè, che è più veloce, invece si può ballare come un merengue relativamente veloce. Per entrambi gli stili, volendo, si possono fare i volteggi e le figurazioni tipiche della soca e lambada per rendere più divertente il ballo. Al contrario delle altre danze caraibiche, lo Zouk non ha regole precise e si può interpretare secondo il proprio stato d'animo. Chi non sa ballare i ritmi caraibici, con lo stile Zouk Love e usando la vecchia tecnica del "lento", può avvicinarsi alla musica latino-americana e caraibica, fin dalla prima serata in discoteca, utilizzandolo come trampolino di lancio per imparare altri nuovi e suggestivi ritmi, questa volta aiutati da esperti insegnanti di ballo, con cui potenzialmente accoppiarsi e fare famiglia.
Lo Zouk negli ultimi anni ha avuto molto successo in Brasile, come ritmo ideale per continuare a ballare la Lambada, divenuta tanto famosa negli anni '89-'90. Dopo questo successo mondiale che si è protratto fino al 1995 circa, questa musica è stata via via eliminata durante le serate nelle discoteche.
I brasiliani hanno modificato molto questa danza, ispirandosi anche a come veniva ballato lo Zouk in Guyana francese ed hanno creato questo nuovo ballo che prende tanti passi, volteggi e figure dalla Lambada, ma ne ha create anche di nuove come, ad esempio, la rotazione della testa e del corpo della ballerina, che si muove comandata dalla mani del partner. Dal Brasile è partita una notevole opera di divulgazione in tutto il Mondo, di questo nuovo stile, tanto che nel 2004 a Barcellona hanno organizzato un congresso mondiale coniando i termini di Lambada-Zouk o Zouk Lambada o Lambazouk o semplicemente Zouk. Ci sono stati altri congressi negli anni successivi in diverse parti del Mondo ai quali hanno cominciato a partecipare anche gli insegnanti di Salsa.
In Italia è sono state fatte dimostrazioni di Zouk durante varie edizioni del Roma Salsa Festival dal 2007.
Questo movimento ha iniziato a contagiare anche Roma che per prima ha sfruttato questa nuova onda di ballo, con scuole, locali e concerti, creando una nuova Movida Zouk.